# São Roque do Pico (freguesia)
São Roque do Pico es una freguesia portuguesa del concelho de São Roque do Pico, con 41,21 km² de superficie y 1.358 habitantes (2001). Su densidad de población es de 33,0 hab/km².